# Fridolin (personnage de fiction)
Pour les articles homonymes, voir Fridolin.
Fridolin est un personnage créé par le poète suédois Erik Axel Karlfeldt.

## Naissance et mort
Fridolin naquit de l'imagination d'Erik Axel Karlfeldt en 1898, dans le recueil de poèmes Fridolins visor' (Chansons de Fridolin). D'ailleurs, Karlfeldt était considéré, de l'avis unanime, comme le chantre de Fridolin.
Cependant, le personnage de Fridolin disparaîtra aux alentours du cinquième recueil de Karfeldt, Flora och Bellona (Flore et Bellone). Pendant qu'Erik Axel Karlfeldt s'était consacré à ses travaux, le monde était devenu différent. Les auteurs de années 1910 introduisaient le réalisme dans la description de la société, et la nouvelle génération se désintéressait du monde sentimental des années 1890. Le chantre de fridolin dut faire face à des critiques - qui se révélaient cependant justifiées. On[Qui ?] accusait Karfeldt d'être le chanteur paisible de l'idylle qui n'a pas conscience de la marche du monde. C'était peut-être vrai, mais Karfeldt ne parvint à s'adapter.
Dans I fridolins spar (Sur les traces de Fridolin) on ressent la nostalgie d'Erik-Axel Karlfeldt qui sent que son univers disparaît en fumée :
« Ô fridolin, ton chant est épuisé,
Et jugé, et aussi oublié. »

## L'univers de Fridolin
Fridolin est le jeune étudiant, d'origine paysanne, qui tantôt retourne la terre, tantôt compose des poèmes de seigneurs, soit des chants populaires. C'est ce que nous apprend la préface aux Chansons de Fridolins, élaborée sur le modèle de Bellman dans les Épitres de Fredman. Cela fait aussi penser aux autres personnages que Karfeldt a laissé entrevoir précédemment dans l'univers de Fridolin : le menuisier Krylbom, le Français Pillman, la joyeuse Julia Djuplin. Mais l'étude des caractères n'a pas été spécialement effectuée, car elle intéressait moins Karlfeldt que Bellman. Les contours de Fridolin lui-même ne sont pas particulièrement nets ; en général, Karlfeldt ne précise pas s'il a voulu parler du jeune campagnard ou de son alter ego le poète. Fridolin est plus un symbole de l'univers dalécarlien poétisé par Karlfeldt qu'un personnage ou un modèle authentique.
L'univers de Fridolin est l'univers d'un homme de la terre. La lande dans le premier ouvrage, apparaît seulement pour servir de toile de fond à un champ de lin prospère, aux fruits des champs de froment et au suc des champs de baie. Fridolin lui-même est intégré dans la communauté régionale, il va à l'assemblée communale et finit même par s'élever au rang de membre du Parlement. Peut-être cela tient-il du fait que Karlfeldt lui-même, à cette époque, avait cessé de tirer le diable par la queue et espérait s'installer solidement dans la société.